# اسکایرورا
اسکایرورا (انگلیسی: Skyrora) شرکت هوافضای اسکاتلندی است، که در سال ۲۰۱۷ تأسیس شد.